# Henryk Ignacy Kamieński
Henryk Ignacy Kamieński herbu Ślepowron (ur. 31 lipca 1777 w Hruszwicy koło Równego, zm. 26 maja 1831 pod Ostrołęką) – generał brygady wojsk polskich w powstaniu listopadowym.

## Życiorys
Syn podkomorzego Jana Nepomucena Kamieńskiego, posesora na Peredelu i Tuszebinie. Był wychowankiem francuskich uczelni wojskowych. W 1806 był kapitanem grenadierów i adiutantem marszałka Nicolasa Charles'a Oudinota. Za udział w kampanii 1806/1807 otrzymał Order Virtuti Militari i Legię Honorową. 30 stycznia 1808 został kapitanem 1 Pułku Piechoty wojsk Księstwa Warszawskiego. Mianowany dowódcą szwadronu szwoleżerów Gwardii Cesarskiej, przeprowadził swój szwadron przez Niemcy do Madrytu. Walczył w korpusie marszałka Jean-Baptiste Bessières`a z gerylasami, m.in. w bitwie pod Somosierrą. Eskortował powracającego do Francji cesarza Napoleona. Po podziale oddziału, przeszedł do 1 pułku płk Wincentego Krasińskiego. Po pojedynku ze swoim dowódcą, 1 sierpnia 1809 wziął dymisję i przeszedł do Legii Nadwiślańskiej. 27 grudnia 1811 objął dowództwo 10 Pułku Piechoty, zostając pułkownikiem.

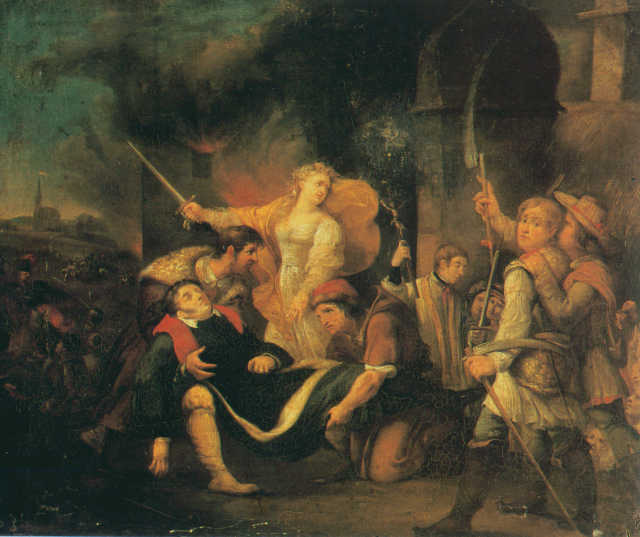
Śmierć gen. Henryka Kamieńskiego pod Ostrołęką

W 1812 w Królewcu jego pułk brał udział w przeglądzie przed cesarzem Bonaparte, a następnie wszedł w skład 7 Dywizji X Korpusu Wielkiej Armii Étienne-Jacques`a-Josepha-Alexandra MacDonalda. Został przydzielony do korpusu gen. Rappa. Po serii zwycięskich starć z wojskami rosyjskimi, wycofał się do Gdańska, gdzie na czele 1700 odpierał liczne szturmy wroga, organizując nocne wycieczki za mury. Otrzymał za to Krzyż Oficerski Legii Honorowej.
26 grudnia 1815 uzyskał dymisję i osiadł w dzierżawionym majątku w Rudzie koło Chełma. Mimo złego stanu zdrowia wziął udział w powstaniu listopadowym, obejmując dowództwo 5 Dywizji Piechoty. Poległ w bitwie pod Ostrołęką, prowadząc ostatni polski kontratak na przyczółek rosyjski (kula armatnia oberwała mu obie nogi). Jego grób znajduje się obecnie na terenie prywatnej posesji na przedmieściach Ostrołęki.
Był ojcem filozofa i publicysty Henryka Michała Kamieńskiego.